# Bandera County
Bandera County je okres ve státě Texas v USA. Žije zde přibližně 21 tisíc obyvatel. Správním městem okresu je Bandera. Celková rozloha okresu činí 2 066 km².